# Gmina Walnut (hrabstwo Dallas)

Położenie Gminy Walnut w hrabstwie Dallas

Gmina Walnut (ang. Walnut Township) – gmina w USA, w stanie Iowa, w hrabstwie Dallas. Według danych z 2000 roku gmina miała 8074 mieszkańców, a jej powierzchnia wynosi 94,86 km².